# 朱冠 (萬曆進士)
朱冠（1556年—1605年），字元甫，號佩黻，直隸大名府清豐縣人，明朝政治人物。

## 生平
萬曆七年（1579年）己卯科順天鄉試第四十四名舉人，二十三年（1595年）乙未科會試第二百二十六名，廷試三甲第一百二十六名進士。兵部觀政，四月授河南安陽縣知縣，才堪治劇，挖黃金、珍珠二渠溉田，及千頃。又積榖二十萬，民不苦飢。二十八年同考试河南，二十九年（1601年）五月升禮部祠祭司主事，安陽民哭送之，立祠渠上。調吏部文選司主事，駁捐納之濫，未幾卒官，年五十。

## 家族
曾祖朱雄；祖父朱從善；父朱憲文，有至行，以子貴贈文林郎安陽縣知縣进贈封承德郎禮部祠祭司主事。母张氏，封太孺人，敕封太安人。嗣父朱宪武，庠生；嗣母楊氏。弟朱衣（典儀官）。娶王氏，封孺人、进封安人。長子朱世煒，准貢，濟南府經歷。次子朱世燦，字抑侯，號葵素，選貢。